# Васильевское (Курбское сельское поселение)
Васильевское — село в Ярославском районе Ярославской области. Входит в состав Курбского сельского поселения.

## География
Находится в восточной части Ярославской области на расстоянии приблизительно 21 км на запад-юго-запад по прямой от вокзала станции Ярославль Главный.

## История
Село была отмечено еще на карте 1798 года. В 1859 году здесь (погост Ярославского уезда Ярославской губернии) было учтено 5 дворов, в 1898 — 6. Имеется Смоленская церковь постройки конца XVIII — начала XIX века.

## Население
Численность населения: 15 человек (1859 год), 32 (русские 100 %) в 2002 году, 28 в 2010.